# نادي الكوكب
نادي الكوكب هو أحد أندية مدينة السيح بمحافظة الخرج صعد مجدداً إلى دوري الدرجة الأولى السعودي بعد أن تصدر مجموعته من دوري الدرجة الثانية السعودي لموسم 2016 - 2017 وفاز على نادي جدة «الربيع سابقاً» في مباراة تحديد بطل دوري الدرجة الثانية. وكان نادي الكوكب أحد اندية الدوري السعودي الممتاز في حقبة الثمانينات في القرن الماضي ويلقب بفارس الخرج. برز منه اللاعب شايع النفيسة الذي لعب مع المنتخب السعودي وحقق مع منتخب بلاده كأس آسيا 84 وسجل الهدف الأول على منتخب الصين في نهائي البطولة والصعود لأولمبياد لوس انجلوس 1984.

## بداية الحركة الرياضية في مدن وقرى الخرج
بدأت الرياضية على مستوى مدن وقرى الخرج مع بداية الستينات الهجرية حيث أنشئ في ذلك الوقت مشروع الخرج الزراعي في شرق مدينة السيح وكان يعمل به العمال الزراعيون من أبناء المنطقة والذين اختلطوا مع العمال الفنيين المستقدمين وهم بدورهم نقلوا لعبة كرة القدم مع قدومهم إلى الخرج حيث كانوا يمارسون هذه اللعبة في نطاق ضيق جداً وبعد إنشاء قيادة المنطقة العسكرية وافتتاح فرع أرامكو زاد عدد ممارسي هذه اللعبة وفي عام 1374 هـ بدأت أول مجموعة من أبناء مدينة السيح ترتيب نفسها فكونت أول فريق كروي باسم نادي الهلال بالسيح وكانت ألوانه الأحمر والأبيض واستمر هذا الفريق يزاول نشاطه باجتهادات شخصية واستطاع أن يثبت أسمه ضمن الفرق الرياضية بالمملكة وشارك في أكثر من مباراة مع الفرق الرياضية بمدينة الرياض وتعتبر المباراة التي أقيمت في مدينة السيح تحت رعاية الملك عبد العزيز آل سعود بين الهلال وأحد فرق الرياض هي المباراة العالقة في الأذهان واستطاع أبناء السيح (الهلال) من تحقيق الفوز في المباراة ، واستمر الفريق لمدة ست سنوات ، وفي أواخر عام 1381 هـ
- تأسست في مدينة السيح ثلاث فرق هي :
- 1 فريق الاتحاد
- 2 فريق النهضة
- 3 فريق الشباب

وفي أواخر العام نفسه اندمج فريق النهضة وفريق الاتحاد تحت مسمي واحد وسمي فريق (النور) وبقي فريق الشباب فترة من الزمن كما هو ثم انقسم الفريق إلى فريقين فريق الشباب وفريق الكفاح, واندثر الشباب وعاد بعض لاعبيه لنادي الكفاح.

## نشأة النادي
استمر نادي الكفاح وتغير اسمه إلى نادي الوحدة وفي عام 1388هـ -1968مـ تغير اسم النادي إلى نادي الكوكب بمدينة السيح
وكان منزل الشيخ (العمودي) مقرا للنادي في حي السليمانية عام 1381 هـ ثم انتقل بعد فترة إلى مبنى آخر في نفس الحي حتى انتقل إلى منزل محمد الجهيم وكان المقر الثالث له بجوار مدرسة موسي بن نصير ثم انتقل إلى مبنى بجوار منزل الشيخ الحويطان في نفس العام الذي سجل به النادي رسميا بموجب القرار رقم (554) في تاريخ 9/6/1388هـ.
ثم تم نقل مقر النادي إلى مقر الدفاع المدني القديم وذلك عام 1396 هـ.
وفي عام 1401 هـ تمت الموافقة من الرئاسة العامة لرعاية الشباب (وزارة الرياضة حاليا) على منح النادي قطعة أرض حكومية على
طريق الملك سعود في حي الخالدية غرب مدينة السيح وبجهود أبنائه ومنتسبيه وكفاحهم تم تسوية
هذه الأرض وإنشاء بعض الملحقات الرياضية وزراعة الملاعب وبعض المباني بجهود ذاتية وهو المقر الحالي الذي تم الانتقال إليه في عام 1409 هـ -1988مـ
وكان النادي خلال تلك الفترة قد حقق مراكز متقدمة وصعد في بعض الألعاب إلى مصاف الأندية الممتازة وكان له نتائج مرموقة في (كرة القدم ـ كرة الطائرة ـ كرة السلة ـ ألعاب القوى) والألعاب المختلفة.
بداية المشوار :
بدأ النشاط عام 1384 هـ-1964مـ وتم تسجيله رسمياً عام 1388 هـ-1968مـ.
شعار النادي: البني والأزرق.
المدينة: مدينة السيح بمحافظة الخرج
سر اختيار الاسم : نظرا لقرار رعاية الشباب الذي ينص على توحيد الاسم والشعارات فقد قامت إدارة الناي باختيار ثلاثة أسماء ورفعها إلى رعاية الشباب لتختار اسما منها وكانت الأسماء المرفوعة (الشعلة، والكوكب، والتعاون) واختارت الرعاية اسم الكوكب لعدم وجود نادي آخر يحمل نفس الاسم.

## تشكيلة الفريق الحالية
ملاحظة: تشير الأعلام إلى المنتخب الوطني على النحو المحدد في قواعد الأهلية للفيفا. قد يحمل اللاعبون أكثر من جنسية واحدة غير تابعة للفيفا.
| الرقم | البلد    | المركز | اللاعب         |
| ----- | -------- | ------ | -------------- |
| 1     | السعودية | حارس   | عامر الصويغ    |
| 2     | السعودية | مدافع  | محمد النخلي    |
| 4     | السعودية | مدافع  | ياسر فلاته     |
| 5     | السعودية | وسط    | جلوي اليامي    |
| 6     | السعودية | وسط    | عمر عبد العزيز |
| 7     | السعودية | وسط    | نهار العابد    |
| 8     | السعودية | وسط    | أحمد ماهر      |
| 10    | السعودية | مهاجم  | ماهر هوساوي    |
| 11    | السعودية | مهاجم  | راكان ماجد     |
| 13    | السعودية | مدافع  | مبارك الدوسري  |
| 14    | تونس     | وسط    | أيمن الطرابلسي |
| 18    | السعودية | وسط    | سعيد اليامي    |
| 19    | السعودية | مهاجم  | سعد العنبر     |
| 20    | السعودية | وسط    | موسى العمودي   |

| الرقم | البلد    | المركز | اللاعب             |
| ----- | -------- | ------ | ------------------ |
| 23    | رواندا   | حارس   | أوليفي كويزيرا     |
| 24    | السعودية | مدافع  | سلطان العنزي       |
| 25    | السعودية | وسط    | عيسى العمودي       |
| 27    | نيجيريا  | مهاجم  | إزرائيل أبيا       |
| 29    | السعودية | مدافع  | عبد العزيز الجمعان |
| 32    | السعودية | حارس   | يحيى الشهري        |
| 33    | تونس     | مدافع  | مهدي بن نصيب       |
| 39    | السعودية | مدافع  | مهند الحربي        |
| 44    | السعودية | وسط    | نايف الحويطان      |
| 55    | السعودية | وسط    | أسامة الشريف       |
| 70    | السعودية | مدافع  | عبد الله المهيني   |
| 81    | السعودية | مهاجم  | مهند أبو ريزه      |
| 98    | السعودية | مدافع  | محمد الشرقي        |

## انجازات النادي
- بطل دوري الدرجة الأولى 1407 هجري بدون خساره.

## أفضل هدافين الناشئين
- 1-المهاجم سعود الثامر -موسم 2013-2014
- 2-الوسط مشعل العجمي-موسم2011-2012
- 3-المهاجم نايف الشهري-موسم 2010-2009
- 4-محور فيصل فهد العنزي -موسم2008-2009
- 4- الوسط معتز البقمي -موسم 2009-2008
- 5-الوسط ثواب العتيبي-موسم 2008-2007
- 6-الوسط علي شراحيلي موسم 2007-2006
- 7-المهاجم تركي الشمري موسم-2006-2005
- 8-المهاجم محمد الشهراني موسم-2005-2004
- 10-الوسط سعد الروقي-موسم 2004-2003
- 11-الوسط سلطان السديري موسم 2003-2002. [بحاجة لمصدر]